# Пентесилея (пьеса)
«Пентесилея» (нем. Penthesilea) — трагедия немецкого драматурга Генриха фон Клейста по мотивам античного мифа о царице амазонок Пентиселее — дочери Ареса и Отреры. Первая постановка состоялась 25 апреля 1876 года. Существуют два перевода на русский язык Ф. Сологуба и А. Н. Чеботаревской; Ю. Б. Корнеева.

## Описание
Действующие лица: Пентесилея (царица амазонок), Протоэ, Мероэ, Астерия (знатные амазонки); Верховная жрица Дианы, Антилох, Ахилл, Одиссей, Диомед, Греки и амазонки.
Действия происходит на поле сражения близ Трои.
Трагедия написана в 1806—1807 годах, основана на одной из версий мифа о Пентесилее и Ахилле.

## Сюжет
Пентесилея — царица амазонок — бьётся в троянской войне против греков-ахейцев. Она влюбляется в ахейского героя Ахилла, из-за чего вынуждена пойти против закона и традиций, по которым жило её племя. Закона, который отрицает любовь к мужчине.
Пентесилею ждёт два испытания: верховная жрица обвиняет её в предательстве; посланец Ахилла приносит ей вызов на бой. Оскорблённая возлюбленным и не выдержавшая упрёков подруг, она впадает в безумие и бросается в бой, спустив на любимого свору собак.

## Музыкальные произведения по мотивам трагедии
- Карл Гольдмарк. Пентесилея. Увертюра, опус 31 (1884)
- Х. Вольф. Пентесилея, симфоническая поэма (1883—1885)
- Феликс Дрезеке. Симфонический пролог к Пентесилее. op. 50 (1888)
- О. Шёк. Пентесилея, op. 39, одноактная опера (1927)